# Інститут хімії поверхні імені О. О. Чуйка НАН України
Інститут хімії поверхні імені О. О. Чуйка — науково-дослідний інститут Національної академії наук України, який спеціалізується на вивченні фундаментальних та прикладних проблем хімії, фізики та технології поверхні твердого тіла.
Розташований на вулиці Генерала Наумова, 17, у Святошинському районі Києва.

## Історія
Інститут хімії поверхні АН УРСР було створено 8 травня 1986 року на основі відділення хімії поверхні (два наукові відділи та спеціальне конструкторсько-технологічне бюро) Інституту фізичної хімії ім. Л. В. Писаржевського АН УРСР.
Інститут випускає науковий журнал «Хімія, фізика та технологія поверхні» та збірник наукових праць «Поверхня».
На початку 2000-х інститут розробив і представив нову речовину-сорбент — «силікс».
Станом на початок 2008 року інститут мав можливість розробляти та виробляти:
- радіопоглинаючі матеріали «Цепор» та «П-МТ»[2]
- міцні радіопрозорі укриття для стаціонарних та корабельних антенних комплексів[2]
- продукцію цивільного призначення

## Науковці
- Бєлякова Людмила Олексіївна — завідувачка відділу хімічного дизайну поверхні.
- Зуб Юрій Леонідович — завідувач відділу хімії поверхні гібридних матеріалів (2008—2016).
- Кулик Тетяна Володимирівна — завідувачка лабораторії кінетики та механізмів хімічних перетворень на поверхні твердих тіл (з 2014).
- Тарасенко Юрій Олександрович — завідувач лабораторії електрохімії наноматеріалів (з 2009).
- Тьортих Валентин Анатолійович — завідувач відділу хемосорбції та гібридних матеріалів (1986—2000; з 2008).
- Хабер Микола Васильович — головний науковий співробітник (2002—2008).

### Директори
Засновником та першим директором інституту у 1986—2006 роках був професор, академік НАН України Олексій Чуйко, іменем якого названий інститут. У 2006—2024 роках директором інституту був професор, академік НАН України Микола Картель. Директор інституту з 2024 року — професор, член-кореспондент НАН України Володимир Туров.